# Fehlerfrei
Fehlerfrei ist die erste Singleauskopplung der deutschen Schlagersängerin Helene Fischer aus ihrem sechsten Studioalbum Farbenspiel.

## Entstehung und Artwork
Geschrieben wurde das Lied von den deutschen Komponisten Jean Frankfurter und Tobias Reitz, arrangiert, produziert und programmiert wurde es von Jean Frankfurter. Neben Fischers Gesang, sind im Hintergrund noch die Sänger Bimey Oberreit, Franco Leon, Julian Feifel und Kareena Schönberger zu hören. An der Gitarre wurde der deutsche Gitarrist Peter Weihe für diesen Song verpflichtet. Neben Weihe ist Frankfurter als Keyboarder zu hören. Die Masteringarbeiten fanden in den Eastside Studios unter der Leitung von Michael Bestmann statt.
Aufgenommen wurde das Lied im Hamburger Tonstudio Gaga Studio. Die Single wurde unter dem Musiklabel Polydor veröffentlicht. Auf dem Cover der Maxi-Single ist neben der Aufschrift des Künstlers und der Liedtitels auch ein Bild einer Feder, die von Anfang bis Ende von der Farbe Blau in Lila übergeht, zu sehen. Ein offizielles Musikvideo zu Fehlerfrei gibt es nicht, auf verschiedenen Videoportalen existieren Lyrikvideos, diese stammen allerdings von privaten Usern.

## Veröffentlichung und Promotion
Die Erstveröffentlichung von Fehlerfei fand am 20. September 2013 in Deutschland, Österreich und der Schweiz statt. Die Single ist als einzelner Download und als Maxi-Single zum Download oder als CD erhältlich. Neben Fehlerfrei enthält die Maxi-Single auch noch ein über elf minütiges Medley Fischers namens: Helenes Ultimatives Schlagermedley (Discobeat Version), als B-Seite. Um das Lied zu promoten, folgten u. a. Live-Auftritte in großen Samstagabend-Shows wie dem Herbstfest der Träume und Wetten, dass..?.

## Inhalt
Der Liedtext zu Fehlerfrei ist auf Deutsch verfasst. Sowohl die Musik als auch der Text wurden von Jean Frankfurter und Tobias Reitz verfasst. Musikalisch bewegt sich der Song im Bereich des Pop-Schlagers. In dem Lied geht es darum, wie der Titel Fehlerfrei schon verrät, dass keiner perfekt ist. Universal teilte mit, dass sich die Kernaussage des Liedes mit den ersten beiden Zeilen des Refrains zusammenfassen lässt:

„Keiner ist fehlerfrei!

Was ist denn schon dabei?

Spinner und Spieler,

Träumer und Fühler,

hat diese Welt doch nie genug.“

## Mitwirkende
- Michael Bestmann: Mastering
- Jean Frankfurter: Arrangement, Keyboard, Komponist, Produzent, Programmierung
- Julian Feifel: Hintergrundgesang
- Helene Fischer: Gesang
- Franco Leon: Hintergrundgesang
- Bimey Oberreit: Hintergrundgesang
- Tobias Reitz: Komponist
- Kareena Schönberger: Hintergrundgesang
- Peter Weihe: Gitarre

## Rezeption

### Charts und Chartplatzierungen
Fehlerfrei erreichte in Deutschland Platz 20 der Singlecharts und konnte sich 26 Wochen in den Top 100 platzieren. In den Konservativ Pop Airplaycharts erreichte das Lied die Chartspitze. 2013 belegte Fehlerfrei den zweiten Rang hinter Einsamer Stern (Matthias Reim) in den Jahrescharts der Konservativ Pop Airplaycharts. In Österreich erreichte die Single in 15 Chartwochen mit Rang 24 seine höchste Chartnotierung, in der Schweiz in zwei Chartwochen mit Rang 41.
Vor der Veröffentlichung von Fehlerfrei, war Ich will immer wieder … dieses Fieber spür’n mit Rang 30 die erfolgreichste Chartsingle Fischers in Deutschland. In Deutschland ist dies bereits ihr achter Charterfolg, in Österreich ist es der dritte und in der Schweiz der vierte. Nach Ich will immer wieder…dieses Fieber spürn ist dies die zweite Single, die sich in allen D-A-CH-Staaten platzieren konnte. Für Frankfurter als Autor ist Fehlerfrei bereits der 51. Charthit. In Österreich ist es sein 14. Charterfolg und in der Schweiz sein achter. Als Produzent ist es sein 33. Charterfolg in Deutschland, der siebte in Österreich und der fünfte in der Schweiz.
| ChartsChartplatzierungen | Höchstplatzierung | Wochen |
| ------------------------ | ----------------- | ------ |
| Deutschland (GfK)        | 20 (26 Wo.)       | 26     |
| Österreich (Ö3)          | 24 (15 Wo.)       | 15     |
| Schweiz (IFPI)           | 41 (2 Wo.)        | 2      |

### Auszeichnungen für Musikverkäufe
Am 21. September 2022 wurde Fehlerfrei mit einer Goldenen Schallplatte für über 15.000 verkaufte Einheiten in Österreich ausgezeichnet. Im Mai 2023, fast zehn Jahre nach seiner Erstveröffentlichung, folgte Goldstatus für über 150.000 verkaufte Einheiten in Deutschland. Das Lied zählt damit zu den meistverkauften Schlagern des Landes der 2010er-Jahre.
| Land/Region        | Auszeichnungen für Musikverkäufe (Land/Region, Auszeichnung, Verkäufe) | Verkäufe |
| ------------------ | ---------------------------------------------------------------------- | -------- |
| Deutschland (BVMI) | Gold                                                                   | 150.000  |
| Österreich (IFPI)  | Gold                                                                   | 15.000   |
| Insgesamt          | 2× Gold ·                                                              | 165.000  |